# Clann Zú
Clann Zú to australijsko-irlandzka grupa muzyczna założona w 1999 r. w Melbourne przez Benjamina Andrewsa (gitara elektryczna), Russella Fawcusa (skrzypce elektryczne, keyboard), Declana De Barrę (śpiew, bodhrán) oraz Liama Andrewsa (bas).

## Historia
Clann Zú w swojej muzyce łączy różne style, takie jak rock, folk, jazz i elementy muzyki poważnej. Ich utwory cechują się spontanicznością, świeżością i energią. Słychać w nich wyraźne nawiązanie do irlandzkich korzeni Declana.
Declan De Barra urodził się w Waterford w Irlandii, jednak w 1988 r. przeprowadził się do Australii i dołączył do tamtejszej podziemnej sceny muzycznej. Russell Fawcus, doskonalący wówczas grę na skrzypcach w Victorian College of Arts, poznał go odpowiadając na ogłoszenie zamieszczone w prasie. W końcu w skład zespołu weszli także pochodzący z USA bracia Benjamin i Liam Andrews. Po jakimś czasie dołączył do nich Lach Wooden – odpowiedzialny za dźwięk podczas występów na żywo.
Zespół wydał w 2000 r. swój pierwszy singel Clann Zú. Trzy lata później ukazała się płyta Rua, zaś w 2004 r. album Black Coats & Bandages.
Clann Zú w 2005 r. na swojej stronie internetowej zamieścił oświadczenie o zakończeniu współpracy pod tym szyldem. Bracia Andrews wrócili do swojej macierzystej formacji My Disco, a Declan rozpoczął karierę solową.

## Dyskografia
- Clann Zú (2000, własnym nakładem)
- Rua (2003, G7 Welcoming Committee)
- Black Coats & Bandages (2004, G7 Welcoming Committee)